# Сенат Японії

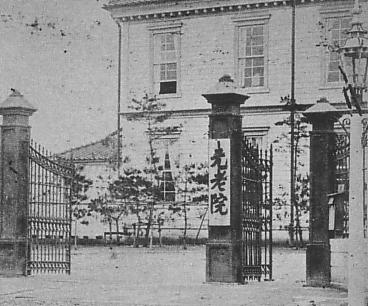
Будинок Сенату Японії

Сена́т (яп. 元老院, げんろういん, МФА: [genroːiɴ], «Палата старійшин»） — головний законодавчий орган Японії у 1875-1890 роках.

## Короткі відомості
Сенат Японії було засновано 14 квітня 1875 року разом із Верховним Судом за рішенням Осацького з'їзду. Сенат успадковував обов'язки Лівої палати Великої державної ради. До його основних повноважень входило прийняття нових і правка старих законів колегіальним шляхом. Законопроєкти на розгляд Сенату подавав японський уряд, а з 1885 року — Кабінет Міністрів. Ці законопроєкти часто приймалися поспіхом або взагалі пост-фактум, після їхнього проголошення законом органами виконавчої влади. Через це роль Сенату як законодавчого інституту була слабкою. Зокрема, із 287 законопроєктів, розглянутих сенаторами протягом 1875—1881 років, 193 були ухвалені пост-фактум.
У 1876-1880 роках Сенат займався розробкою проєкту конституції Японії. Він тричі подавав свій проєкт з правками на розгляд уряду, але керівники держави його відхили.
Серед секретарів раннього Сенату було чимало молодих амбітних політиків, які згодом брали участь в антиурядовому Русі за волю та народні права — Ої Кентаро, Накае Тьомін, Нума Морікадзу, Сімада Сабуро та інші. Крім цього серед сенаторів працювала група на чолі з Сасакі Такаюкі, які вимагали посилення прав законодавчого органу і часто конфліктували на цьому ґрунті з представниками уряду.
Сенат було розпущено 20 жовтня 1890 року в зв'язку зі відкриттям Парламенту Японії. За весь період своєї діяльності він опрацював 759 законопроєктів. Крім цього Сенат займався розглядом громадських прохань і петицій.